# Aufschüttungsebene
Als Aufschüttungsebene bezeichnet man eine Ebene, in der Lockermaterial gleicher Beschaffenheit abgelagert wird, vor allem im Bereich von Flussauen. Ist das Lockermaterial Schotter, so spricht man auch von Aufschotterung.
Aufschüttungsebenen entstehen, wenn durch Erosion abgeschwemmtes Lockermaterial durch das fließende Wasser (also vor allem im Verlauf von Flüssen) wieder abgelagert wird. Dies geschieht insbesondere dort, wo der Flusslauf seine Richtung ändert (Beispiel: Mäander) oder das Gefälle eines Flusses im Unterlauf so gering wird, dass die Kraft des fließenden Wassers zum Transport des Sedimentmaterials nicht mehr ausreicht. 
Aufschüttungsebenen sind nicht nur in Flussauen zu finden, sondern entstehen auch dort, wo sich Lockermaterial unter Gletschereis oder am Rande von Gletschern ablagert, also zum Beispiel in Sandern oder in den Schotterfeldern des Alpenvorlandes.